# Nicole Petignat
Nicole Petignat (* 27. Oktober 1966 in La Chaux-de-Fonds) ist eine ehemalige Schweizer Fussballschiedsrichterin. Sie beendete am 1. Dezember 2008 ihre aktive Karriere, deren Höhepunkt die Leitung des Endspieles der Fussball-Weltmeisterschaft der Frauen war.

## Leben
Nicole Petignat wuchs in Alle im Kanton Jura auf und besuchte als 17-jährige Gymnasiastin zusammen mit ihrer Zwillingsschwester Dominique heimlich einen Schiedsrichter-Lehrgang. Zwei Jahre später trat sie in das Konservatorium von Lausanne ein und arbeitete dann als Musiklehrerin. Daneben betätigte sie sich sportlich im Eishockey, Handball, Volleyball und Fussball. Sie war Geschäftsleiterin der Union der Nationalliga-Schiedsrichter und spielte von 1983 bis 1985 selber in der Nationalliga A der Frauen.
1991 heiratete sie den marokkanischen Fussballer Mohammed Mouidi (FC Wil) und lebte mit ihm zunächst in Sigigen und später in Gossau. Vom Sommer 2000 bis Mitte Mai 2007 war sie mit dem ehemaligen Schiedsrichter Urs Meier liiert und lebte mit ihm und seinen beiden Kindern in Würenlos und später in Watt ZH.

## Karriere
Sie ist eine der wenigen Frauen, die im Männerfussball auch in den höchsten Profiligen Spiele leitete, darunter in der Schweizer Super League und der österreichischen Bundesliga.
1991 leitete sie ihre erste Partie in 1. Liga, der damals dritthöchsten Liga. Als der eigentlich vorgesehene Schiedsrichter bei der Partie Sursee gegen Solothurn nicht erschien, übernahm sie überraschend die Spielleitung. Gemäss der Nidwaldner Tagblatt leitete sie ihre erste Partie «ohne Mühe.» Petignat erwarb 1996 das Diplom FIFA Referee International (Frauen) und pfiff 1997 ihr erstes Spiel als Schiedsrichterin in der Schweizer Challenge League zwischen dem FC Baden und dem FC Lugano. Zwischen 1999 und 2008 bestritt sie als erste Schiedsrichterin in der höchsten Männer-Liga Super League insgesamt 91 Spiele.
Sie leitete das WM-Finalspiel zwischen den USA und China bei der Fußball-Weltmeisterschaft der Frauen 1999 sowie das Endspiel der Fußball-Europameisterschaft der Frauen 2001 zwischen Deutschland und Schweden. Am 14. August 2003 war sie als erste Frau bei einem UEFA-Cup-Spiel der Männer als Schiedsrichterin im Einsatz (Hinspiel zur Qualifikation zum UEFA Cup zwischen AIK Solna und Fylkir Reykjavík). Pétignat war 2007 auch die erste Schiedsrichterin eines Schweizer Cup-Finals bei den Männern (FC Basel gegen FC Luzern).
Am 1. Dezember 2008 trat Petignat per sofort als Schiedsrichterin zurück. Seither fungiert die Physiotherapeutin mit zwei eigenen Praxen als Rollstuhlbasketball-Trainerin beim CFR Jura in Delémont.